# Partidul Socialist Maghiar
Partidul Socialist Maghiar (maghiară Magyar Szocialista Párt, MSZP) este un partid social-democrat din Ungaria. La alegerile din 1990 a fost în opoziție, iar în perioadele 1994-1998, 2002-2006 și 2006-2008 a guvernat în coaliție cu Alianța Democraților Liberi, făcând o politică socialdemocrat-liberală. Partidul a guvernat singur de la data de 1 mai 2008, și până la alegerile parlamentare din 2010, când a obținut doar 19% din voturi și a intrat în opoziție.

## Rezultate la alegeri

### Alegeri parlamentare
| Anul | Rezultate | Parlamentari | Numărul voturilor | Situație  |
| ---- | --------- | ------------ | ----------------- | --------- |
| 1990 | 10,89%    | 33           | 534.897           | opoziție  |
| 1994 | 32,99%    | 209          | 1.781.867         | guvernare |
| 1998 | 32,25%    | 134          | 1.446.138         | opoziție  |
| 2002 | 42,05%    | 178          | 2.361.983         | guvernare |
| 2006 | 43,21%    | 190          | 2.336.705         | guvernare |
| 2010 | 19,30%    | 59           | 990.428           | opoziție  |
| 2014 | 25,57%    | 29           | 1.290.806         | opoziție  |
| 2018 | 11,91%    | 17           | 682.701           | opoziție  |
| 2022 | 34,44%    | 10           | 1.947.331         | opoziție  |

## Galerie

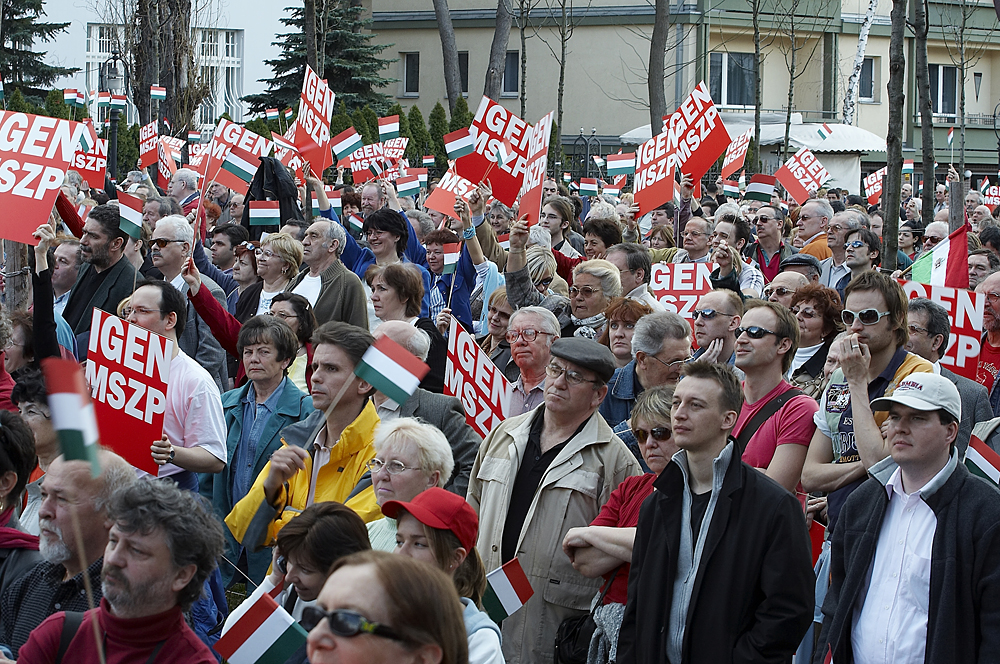
Fișier:MSZP_party_event-2006-1.jpgSimpatizanți la o manifestașie
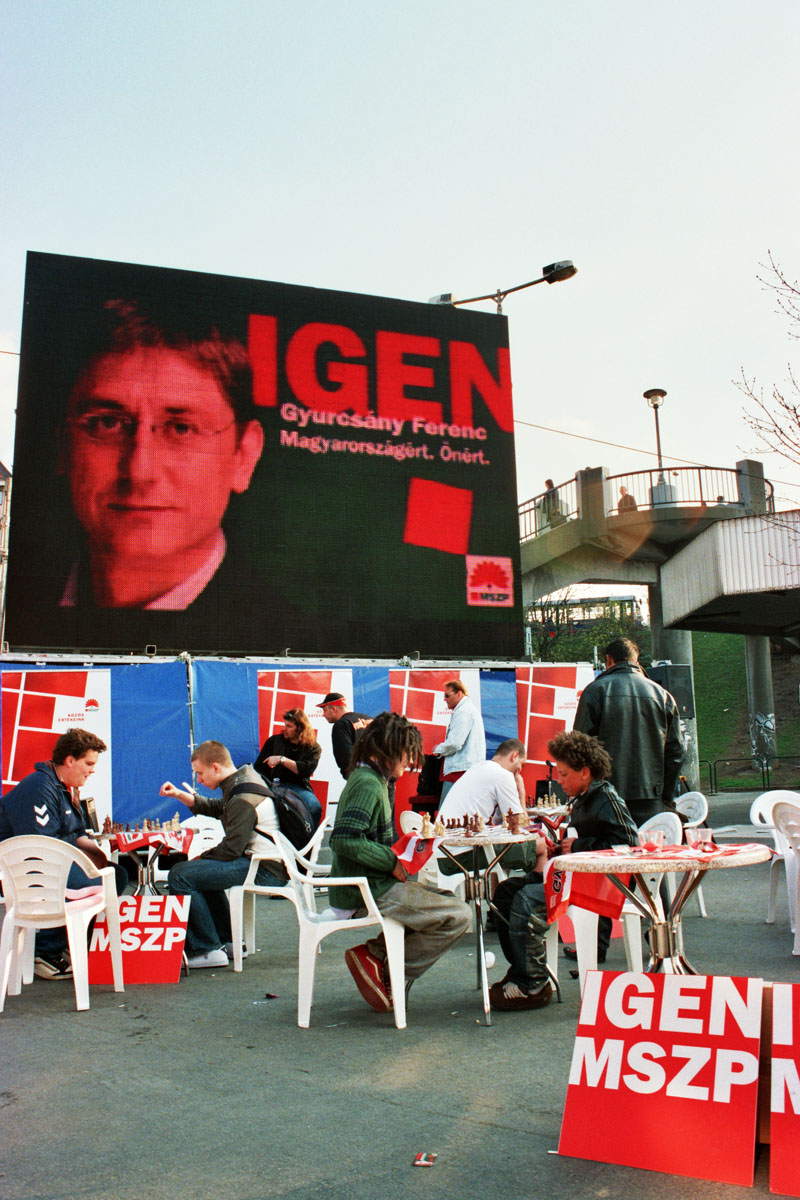
Fișier:MSZP_party_event-2006-2.jpgEveniment al partidului
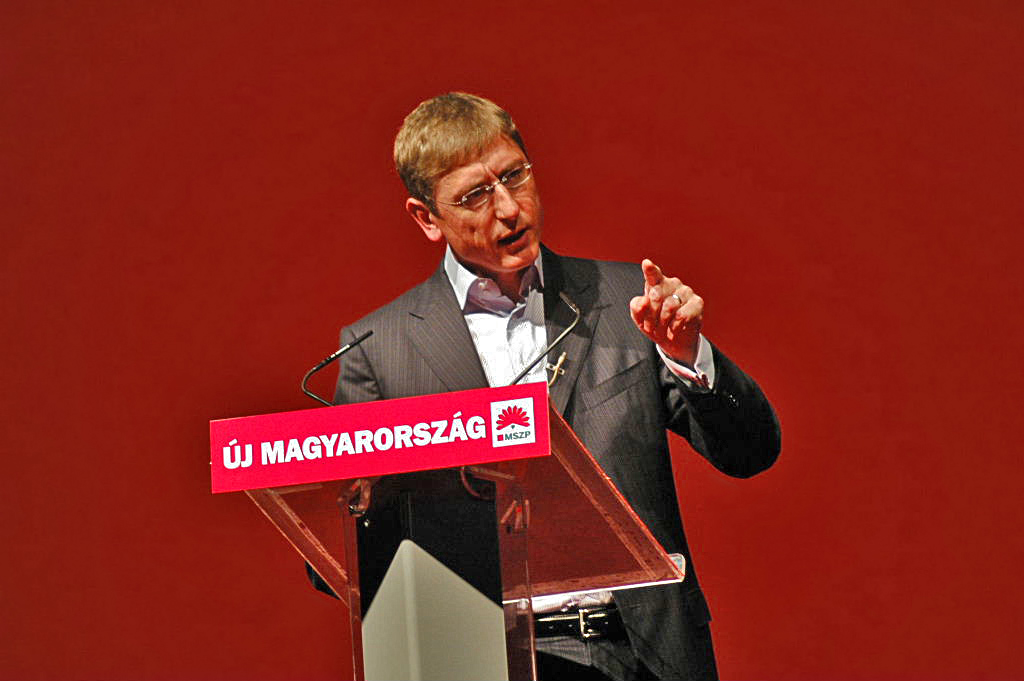
Fișier:Gyurcsany_Ferenc-mszp-2.jpgFerenc Gyurcsány într-un discurs către partid